# 建永
建永 (けんえい、旧字体：建󠄁永)は、日本の元号の一つ。元久の後、承元の前。1206年から1207年までの期間を指す。この時代の天皇は土御門天皇。後鳥羽上皇の院政。鎌倉幕府征夷大将軍は源実朝、執権は北条義時。

## 改元
- 元久3年4月27日（ユリウス暦1206年6月5日）：改元。赤斑瘡を原因とする説（『百錬抄』）と摂政九条良経の急死を原因とする説（『一代要記』）がある。
- 建永2年10月25日（ユリウス暦1207年11月16日）：承元に改元。

## 建永期におきた出来事
2年
- 2月28日：専修念仏停止の訴えにより親鸞が越後国、法然が讃岐国に流される（承元の法難）。

## 西暦との対照表
※は小の月を示す。
| 建永元年（丙寅） | 一月※     | 二月  | 三月 | 四月※ | 五月  | 六月※ | 七月  | 八月※ | 九月※ | 十月  | 十一月※ | 十二月  |
| ---------------- | --------- | ----- | ---- | ----- | ----- | ----- | ----- | ----- | ----- | ----- | ------- | ------- |
| ユリウス暦       | 1206/2/10 | 3/11  | 4/10 | 5/10  | 6/8   | 7/8   | 8/6   | 9/5   | 10/4  | 11/2  | 12/2    | 12/31   |
| 建永二年（丁卯） | 一月      | 二月※ | 三月 | 四月  | 五月※ | 六月  | 七月※ | 八月  | 九月※ | 十月※ | 十一月  | 十二月※ |
| ユリウス暦       | 1207/1/30 | 3/1   | 3/30 | 4/29  | 5/29  | 6/27  | 7/27  | 8/25  | 9/24  | 10/23 | 11/21   | 12/21   |